# 2012–2013-as szlovák labdarúgó-bajnokság (első osztály)
A 2012–2013-as szlovák labdarúgó-bajnokság (hivatalos nevén Corgoň liga) a szlovák labdarúgó-bajnokság legmagasabb szintű versenyének 20. alkalommal megrendezett bajnoki éve volt. A pontvadászat 12 csapat részvételével, 2012. július 14-én indult és 2013. május 26-án ért véget.
A bajnoki címet a Slovan Bratislava szerezte meg, mely a klub történetének 7. bajnoki címe. A Tatran Prešov kiesett az élvonalból.

## A bajnokság rendszere
A pontvadászat 12 csapat részvételével zajlott, a csapatok a őszi-tavaszi lebonyolításban három teljes körös rendszerben mérkőznek meg egymással. Minden csapat minden csapattal háromszor játszik, kétszer pályaválasztóként, egyszer idegenben, vagy ennek ellentéteként egyszer pályaválasztóként, kétszer pedig idegenben.
A pontvadászat végső sorrendjét a 33 bajnoki forduló eredményei határozták meg a szerzett összpontszám alapján kialakított rangsor szerint. A mérkőzések győztes csapatai 3 pontot, döntetlen esetén mindkét csapat 1-1 pontot kaptak. Vereség esetén nem járt pont.
Azonos összpontszám esetén a bajnokság sorrendjét az alábbi szempontok alapján határozTák meg:
1. az egymás ellen játszott bajnoki mérkőzések pontkülönbsége;
2. az egymás ellen játszott bajnoki mérkőzések gólkülönbsége;
3. az egymás ellen játszott bajnoki mérkőzéseken szerzett gólok száma;
4. a bajnoki mérkőzések gólkülönbsége;
5. a bajnoki mérkőzéseken szerzett gólok száma;

A bajnokság győztese lett a 2012–13-as szlovák bajnok, az utolsó helyen végzett csapat pedig kiesett a másodosztályba.

## Változások a 2011–2012-es szezont követően
Búcsúzott az élvonaltól
- Dunajská Streda 12. helyezettként

Feljutott az élvonalba
- Spartak Myjava, a másodosztály győzteseként

## Részt vevő csapatok
| Csapat                | Székhely       | Stadion                     | 2011–12     |
| --------------------- | -------------- | --------------------------- | ----------- |
| AS Trenčín            | Trencsén       | na Sihoti Stadion           | 5.          |
| Dukla Banská Bystrica | Besztercebánya | SNP Stadion                 | 9.          |
| Košice                | Kassa          | Lokomotíva Stadion          | 11.         |
| Nitra                 | Nyitra         | pod Zoborom Stadion         | 8.          |
| Ružomberok            | Rózsahegy      | MFK Ružomberok Stadion      | 6.          |
| Senica                | Szenice        | FK Senica Stadion           | 4.          |
| Slovan Bratislava     | Pozsony        | Pasienky Stadion            | 3.          |
| Spartak Myjava        | Miava          | Myjava Labdarúgó Stadion    | 1. (II. o.) |
| Spartak Trnava        | Nagyszombat    | Antona Malatinského Stadion | 2.          |
| Tatran Prešov         | Eperjes        | Tatran Stadion              | 10.         |
| ViOn Zlaté Moravce    | Aranyosmarót   | FC ViOn Stadion             | 7.          |
| Žilina                | Zsolna         | pod Dubňom Stadion          | 1.          |

## A bajnokság végeredménye
| #   | Csapat                | M  | GY | D  | V  | G+ – G– | GK  | P  | Megjegyzések |
| --- | --------------------- | -- | -- | -- | -- | ------- | --- | -- | ------------ |
| 1.  | Slovan Bratislava     | 33 | 16 | 11 | 6  | 56–33   | +23 | 59 | SVK          |
| 2.  | Senica                | 33 | 16 | 7  | 10 | 40–34   | +6  | 55 |              |
| 3.  | AS Trenčín            | 33 | 14 | 11 | 8  | 52–34   | +18 | 53 |              |
| 4.  | Spartak MyjavaÚ       | 33 | 13 | 9  | 11 | 43–37   | +6  | 48 |              |
| 5.  | Košice                | 33 | 12 | 11 | 10 | 38–33   | +5  | 47 |              |
| 6.  | Ružomberok            | 33 | 12 | 9  | 12 | 36–46   | −10 | 45 |              |
| 7.  | ŽilinaCV              | 33 | 9  | 15 | 9  | 37–28   | +9  | 42 |              |
| 8.  | ViOn Zlaté Moravce    | 33 | 11 | 8  | 14 | 42–43   | −1  | 41 |              |
| 9.  | Dukla Banská Bystrica | 33 | 9  | 11 | 13 | 28–32   | −4  | 38 |              |
| 10. | Nitra                 | 33 | 11 | 6  | 16 | 39–54   | −15 | 39 |              |
| 11. | Spartak Trnava        | 33 | 8  | 11 | 14 | 34–51   | −17 | 35 |              |
| 12. | Tatran Prešov         | 33 | 8  | 9  | 16 | 21–41   | −20 | 33 | 1. Liga      |

Forrás: soccerway.com (angolul) 
A rangsorolás alapszabályai: 1. összpontszám, 2. egymás elleni eredmények összpontszáma, 3. gólkülönbség, 4. szerzett gólok száma.
(B): Bajnokcsapat, (K): Kieső csapat, (F): Feljutó csapat, (I): Kupainduló, (R): A rájátszás győztese, (KGY): Kupagyőztes

### Eredmények
|                    | AST | Duk | Koš | Nit | Ruž | Sen | Slo | SpM | SpT | Tat | ViO | Žil |
| ------------------ | --- | --- | --- | --- | --- | --- | --- | --- | --- | --- | --- | --- |
| AS Trenčín         | ––– | 1-1 | 0-0 | 5-0 | 0-0 | 1-1 | 2-2 | 3-2 | 6-0 | 2-1 | 1-0 | 0-2 |
| Dukla B.B.         | 2-0 | ––– | 1-2 | 2-0 | 0-0 | 1-2 | 1-1 | 1-1 | 2-2 | 0-0 | 0-0 | 2-2 |
| Košice             | 3-0 | 1-0 | ––– | 4-0 | 3-0 | 2-2 | 1-0 | 1-0 | 1-0 | 1-1 | 2-1 | 1-1 |
| Nitra              | 1-2 | 1-1 | 4-1 | ––– | 1-1 | 0-1 | 1-1 | 0-2 | 1-3 | 4-1 | 1-1 | 2-0 |
| Ružomberok         | 1-2 | 1-0 | 3-1 | 2-1 | ––– | 0-2 | 2-2 | 0-4 | 2-2 | 2-0 | 3-1 | 1-0 |
| Senica             | 1-1 | 2-3 | 2-1 | 1-1 | 2-0 | ––– | 0-1 | 0-1 | 3-0 | 2-0 | 3-0 | 0-0 |
| Slovan Bratislava  | 3-1 | 2-1 | 3-1 | 5-2 | 2-1 | 1-0 | ––– | 2-1 | 0-1 | 2-1 | 3-0 | 1-1 |
| Spartak Myjava     | 1-2 | 0-1 | 3-1 | 0-2 | 2-1 | 1-2 | 1-2 | ––– | 2-2 | 2-0 | 2-2 | 1-1 |
| Spartak Trnava     | 0-3 | 1-0 | 0-0 | 1-0 | 0-1 | 1-1 | 0-1 | 1-1 | ––– | 2-0 | 0-5 | 1-2 |
| Tatran Prešov      | 1-2 | 1-0 | 0-0 | 1-0 | 2-0 | 2-0 | 0-0 | 2-1 | 2-1 | ––– | 1-1 | 0-1 |
| ViOn Zlaté Moravce | 4-1 | 2-0 | 1-0 | 0-2 | 0-0 | 2-0 | 3-1 | 3-1 | 1-1 | 2-0 | ––– | 1-0 |
| Žilina             | 0-0 | 2-1 | 2-1 | 1-1 | 0-0 | 2-0 | 0-0 | 4-1 | 1-1 | 3-0 | 4-1 | ––– |

## A góllövőlista élmezőnye
| #  | Játékos           | Klub               | Gólok |
| -- | ----------------- | ------------------ | ----- |
| 1  | David Depetris    | AS Trenčín         | 16    |
| 2  | Andrej Hodek      | ViOn Zlaté Moravce | 13    |
| 3  | Dávid Škutka      | Košice             | 13    |
| 3  | Tomáš Ďubek       | Ružomberok         | 13    |
| 5  | Róbert Pich       | Žilina             | 11    |
| 5  | Cléber            | Nitra              | 10    |
| 7  | Lester Peltier    | Slovan Bratislava  | 10    |
| 7  | Peter Sládek      | Spartak Myjava     | 10    |
| 9  | Rolando Blackburn | Senica             | 10    |
| 10 | Filip Hlohovský   | Slovan Bratislava  | 8     |